# Furuholmen (Bockön)
Furuholmen is een Zweeds eiland behorend tot de Lule-archipel. Het eiland ligt in het noorden van de Botnische Golf 300 meter vanaf het vasteland in de omgeving van het eiland Bockön.  Het heeft geen vaste oeververbinding en heeft enige bebouwing, waarschijnlijk noodcabine of zomerwoning.